# Eupithecia reducta
Eupithecia reducta är en fjärilsart som beskrevs av Foltin 1938. Eupithecia reducta ingår i släktet Eupithecia och familjen mätare. Inga underarter finns listade i Catalogue of Life.